# Eight Miles High
Eight Miles High ist ein Song der US-amerikanischen Rockband The Byrds, komponiert von Gene Clark, Jim McGuinn (später: Roger McGuinn) und David Crosby, der im März 1966 von Columbia Records als Single veröffentlicht wurde und die Top 20 der Billboard Hot 100 sowie die Top 30 der Charts im Vereinigten Königreich erreichte. Das Lied wurde außerdem auf dem dritten Album der Band, Fifth Dimension, im Juli 1966 veröffentlicht.
Kurz nach Erscheinen wurde über die Single in den USA ein Radio-Bann verhängt, da hinter dem Text des Liedes ein Zusammenhang mit Drogen vermutet wurde. Beeinflusst von indischer Musik (Ravi Shankar) und Jazz (John Coltrane), setzte Eight Miles High, zusammen mit der Single-B-Seite Why (McGuinn/Crosby), neue Maßstäbe und prägte die Begriffe Psychedelischer Rock und Raga Rock.

## Geschichte
Der Song war von Gene Clark während einer Tournee der Band durch Großbritannien im August 1965 geschrieben worden und in seiner ursprünglichen Form eine für Clark typische Ballade. Die Bearbeitung zusammen mit den anderen Bandmitgliedern begann im November 1965 während einer Tournee durch die USA. David Crosby hatte im Tour-Bus eine Musikkassette mit den Alben Impressions und Africa/Brass von John Coltrane sowie eine LP des indischen Sitar-Spielers Ravi Shankar dabei. Vor allem der modale Jazz von Coltrane als Vorstufe des Free-Jazz beeinflusste die Musiker erheblich beim Arrangement. Die Single-Rückseite Why dagegen war von indischen Ragas inspiriert. Während McGuinn bei Eight Miles High versuchte, das Saxofonspiel von Coltrane auf der 12-saitigen Rickenbacker-Gitarre nachzuahmen, wollte er bei Why mit demselben Instrument den Sound einer Sitar imitieren.
Die Byrds präsentierten im Rahmen einer Pressekonferenz, bei der die Single vorgestellt wurde, sogar eine echte Sitar, die bei den Aufnahmen jedoch keine Rolle gespielt hatte.
Am 22. Dezember 1965 nahm die Band beide Songs erstmals in den RCA-Studios in Los Angeles auf. Columbia Records bestanden jedoch auf Neuaufnahmen in den eigenen Studios. Erst diese, aufgenommen am 24. und 25. Januar 1966 und produziert von Allen Stanton, wurden auf Single und Album veröffentlicht. Die RCA-Aufnahmen wurden erst 1987 auf dem Album Never Before und 1996 auf der CD-Wiederveröffentlichung des Albums Fifth Dimension der Öffentlichkeit vorgestellt.
Im Monat des Erscheinens der Single verließ Gene Clark die Band. Eight Miles High blieb die letzte Single der Byrds, die die Top 20 der Charts erreichen sollte.
Eight Miles High war Teil des Live-Repertoires der Band bis zu ihrer Auflösung 1973 und wurde u. a. in TV-Sendungen wie Popside und Beat-Club aufgeführt. Die Dauer des Lieds konnte während eines Konzerts Zeiten von über 15 Minuten erreichen, wie auf dem Album (Untitled). Gene Clark hatte bis zu seinem Tod 1991 den Song regelmäßig in seinem Live-Programm und ebenso McGuinn, Crosby und Hillman bei ihrer kurzlebigen Byrds-Reunion 1989, Roger McGuinn Solo bis heute (2010), Chris Hillman mit Herb Pedersen und Crosby, Stills, Nash & Young bei ihrer Reunion-Tour 2000.

## Bedeutung
- Mit Eight Miles High und Why gehörten die Byrds zu den Musikern, die sich um die Weiterentwicklung der populären Musik durch Hinzunahme außereuropäischer Musikgenres, Jazz und impressionistischer Texte bemühten.
- Im Jahr 2004 erreichte Eight Miles High Platz 151 auf der Liste der 500 besten Songs aller Zeiten des Magazins Rolling Stone[4] und im Jahr 2005 Platz 50 des Magazins Q auf der Liste der Greatest Guitar Tracks.

## Coverversionen
Seit 1966 haben verschiedene Musiker Eight Miles High gecovert; die bekanntesten Versionen stammen von: Ventures (1966), Golden Earring (1969), Leo Kottke (1971), Roxy Music (1980), Hüsker Dü (1984). (Weitere Versionen)